# András Mihály
András Mihály [ˈɒndraːʃ ˈmihaːj] (* 6. November 1917 in Budapest; † 19. September 1993 ebenda) war ein ungarischer Komponist.

## Leben
Mihály studierte an der Musikhochschule Budapest bei Leó Weiner, Pál Kadosa und Imre Waldbauer. Ab 1946 war er Solocellist an der Staatsoper, ab 1950 war er Professor für Kammermusik an der Musikhochschule. 1967 gründete er das Ungarische Kammerensemble, das sich der Pflege der avantgardistischen Musik widmete. 
Mihály komponierte eine Oper (Együtt és egyedül: Vereint und allein, 1966), drei Sinfonien, ein Cello-, ein Violin- und ein Klavierkonzert, eine Fantasie für Bläser und Orchester, kammermusikalische Werke, Klavierstücke, Chormusik und Lieder. 1971 komponierte er die Musik zum Film Szerelem.